# Арапска кафа
Арапска кафа (арап. قهوة) је верзија куване кафе од зрна Coffea arabica. Већина арапских земаља широм Блиског истока развила је различите методе за кување и припрему кафе. Кардамон је често додани зачин, али се алтернативно може служити сам или са шећером.
Постоји неколико различитих начина припреме кафе, у зависности од жеље. Неке методе одржавају кафу светлом, док друге могу да је учине тамном. Арапска кафа је горка и обично се не додаје шећер. Обично се служи у малој шољи украшеној декоративним узорком, познатим као финџан. Културно гледано, арапска кафа се служи током породичних окупљања или приликом пријема гостију.
Арапска кафа је настала у Јужној Арабији, почевши од лучког града Моке у Јемену и на крају путујући до Меке у Хиџазу, Египта, Леванта, а затим, средином 16. века, до Турске, а одатле до Европе, где је и кафа временом постала популарна. Арапска кафа је нематеријално културно наслеђе арапских држава које је потврдио Унеско. Сваке године 3. марта, Јеменци славе „Јеменски дан кафе“, национални фестивал који подстиче узгој кафе.

## Етимологија
Реч кафа је ушла у енглески језик 1582. године преко холандске речи koffie, позајмљене из османско-турске речи kahve, која је затим позајмљена из арапске речи قَهْوَة (qahwa, „кафа, напитак“). Реч qahwa се можда првобитно односила на репутацију пића као средства за сузбијање апетита, а потиче од речи qahiya (قَهِيَ). Назив кахва се не користи за бобицу или биљку (производе региона), које су на арапском познате као bunn. Семитски језик је имао корен qhh „тамна боја“, што је постало природна ознака за пиће. Према овој анализи, женски облик qahwah (такође значи „тамне боје, мутно, суво, кисело“) такође је имао значење вина, које је такође често било тамне боје.

## Историја
Најранији веродостојни докази о пијењу кафе потичу из средине 15. века (али се верује да су много раније) из Јемена, јер се кафа користила у јеменским суфијским манастирима. Суфији су га користили да би остали будни током својих ноћних молитви. Превод Џазиријевог рукописа прати ширење кафе из Арабије Феликс (данашњи Јемен) на север до Меке и Медине, а затим до већих градова Каира, Дамаска, Багдада и Цариграда. Године 1511, конзервативни, ортодоксни имами на теолошком двору у Меки забранили су кафу због њеног стимулативног дејства. Међутим, ове забране су укинуте 1524. године по наређењу османског султана Сулејмана I, а велики муфтија Мехмет Ебусуд ел-Имади издао је фатву којом се дозвољава конзумирање кафе. У Каиру, у Египту, слична забрана је уведена 1532. године, а кафане и складишта која су садржавала зрна кафе су опљачкана.

## Припрема
Арапска кафа се прави од зрна кафе пржених од 165 to 210 °C (329 to 410 °F) и кардамона, и традиционално је пиће у арапској култури. Традиционално се пече, меље, кува и служи пред гостима. Често се служи са урмом, сувим воћем, кандираним воћем или орасима. Арапска кафа се дефинише методом припреме и укусима, а не врстом печења зрна. Арапска кафа је кувана кафа која није филтрирана, већ се прави црна. Шећер се обично не додаје, али ако се додаје, може се додати током припреме или приликом сервирања. Служи се у малој, нежној шољи без дршки, која се зове финџан. Понекад се кафа премешта у већи и лепши бокал за сипање и служи пред гостима, назван дала. Често, међутим, домаћин спрема кафу у кухињи и износи послужавник са малим шољицама кафе. Арапска кафа се разликује од америчке кафе на више начина. Арапска кафа се производи од зрна арабике која су нежно пржена и фино млевена. Каранфилић, кардамон и шафран су типични укуси који не садрже шећер или млеко. Тамније пржена америчка кафа се служи у великим количинама са шећером и млеком, али без зачина. За разлику од турске кафе, традиционална арапска кафа, која вуче корене из бедуинске традиције, обично је незаслађена (qahwah saada). Да би се надокнадио горак укус, кафа се обично служи са нечим слатким, урме су традиционални пратилац, и други десерти се често служе уз послужавник са шољицама за кафу.

### Арабијско полуострво
Благо пржење је уобичајена метода у Саудијској Арабији, посебно у регионима Наџд и Хиџаз, што кафи даје златну/светлу боју. Зачини попут шафрана, кардамона, каранфилића и цимета додају се у зависности од произвођача, при чему је кардамон најважнији.
Док арапска кафа у Наџду и Хиџазу поприма златну боју, у Северној Арабији врста арапске кафе позната као qahwah shamālia (буквално значи Северна кафа) изгледа тамније боје, јер пржење зрна кафе траје мало дуже. Северна кафа је такође позната као бедуинска кафа у Јордану. Неки људи додају мало испареног млека да би променили његову боју, међутим, то је ретко.
Припрема се и служи из посебног џезве за кафу који се зове дала (دلة). Чешће се користи посуда за кафу која се назива џезва (такође се назива риква или канака), а шољице за кафу су мале без дршке и називају се финџан (فِنْجَان). Порције су мале, покривају само дно шоље. Служи се у домовима и добрим ресторанима од стране посебно обучених конобара званих гахваџи, и готово увек се служи уз урме. Увек се нуди уз комплименте куће.

### Левант
Топли напитак који Арапи конзумирају је кафа, а служи се ујутру и током целог дана. Кафа по избору је обично арапска кафа. Арапска кафа је слична турској кафи, али је прва зачињена кардамоном и обично је незаслађена. Међу бедуинима и већином других Арапа широм Палестине, горка кафа, позната као кахва сада (дословно обична кафа), је симбол гостопримства. Сипање пића је церемонијално. Домаћин или његов најстарији син би се кретали у смеру казаљке на сату међу гостима, који су процењивани по годинама и статусу, сипајући кафу у мале шољице из месингане посуде. Сматрало се „пристојним“ да гости прихвате само три шољице кафе, а затим заврше своју последњу шољицу рекавши daymen, што значи „увек“, али са намером да значи „нека увек имате средстава да послужите кафу“.
У Либану се кафа припрема у посуди за кафу са дугом дршком која се назива ракве. Кафа се затим сипа директно из ракве у малу шољу која је обично украшена декоративним узорком, познатим као финџан. Финџан има капацитет од 60 до 90 мл. Либанска кафа је традиционално јака и црна, а слична је кафи из других земаља Блиског истока. Међутим, разликује се по зрну и начину пржења: светла и тамна зрна се мешају и мељу у веома фини прах. Постоји шала да је Либанац који не пије кафу у опасности да изгуби држављанство.
Арапска кафа је много више од пића у Јордану. То је традиционални знак поштовања и начин зближавања људи. Црна арапска кафа са укусом кардамона, позната и као qahwah sādah (кафа добродошлице), дубоко је укорењена у јорданској култури. Нуђење кафе (и чаја) гостима је велики део интимног гостопримства.

### Мароко
Иако је национално пиће Марока чај од нане и еспресо је веома популаран, арапска кафа се такође широко конзумира, посебно у формалним приликама. Често се прави са циљем склапања пословног договора и првог дочека некога у свој дом, а често се служи на венчањима и у важним приликама.

## Гајење
Велики део популаризације кафе се дугује њеном узгоју у арапском свету, почевши од суфијских монаха у 15. веку, у данашњем Јемену. Хиљаде Арапа који су ходочашћавали у Меку, уживање и берба кафе, или „арапског вина“, проширило се на друге арапске земље (нпр. Египат, Сирију) и на крају на већину света током 16. века.
Кафа, поред тога што је била неопходна у дому, постала је и важан део друштвеног живота. Кафићи (coffeehouse), постали су „Школе мудрих“ како су се развијали у места интелектуалне дискусије, поред центара за опуштање и дружење.

## Кафићи
Култура кафића је настала у арапском свету, а временом се проширила на друге делове света и измешала се са локалном културом. Традиционалне арапске кафане су места где се углавном мушкарци састају да би се дружили уз игре, кафу и наргилу. У зависности од тога где се кафић налази, његова специјалност се разликује. У Магребу се зелени чај служи са наном или се кафа служи на арапски и/или европски начин. Арапска кафа, или турска кафа, прави се у Египту и земљама Леванта. Арапска кафа је веома мала количина тамне кафе куване у лонцу и сервиране у малој шољици. Посебно у Египту, кафа се служи мазбута, што значи да ће количина шећера бити „таман“, око једна кашичица по шољици. Међутим, на Арабијском полуострву, арапска кафа се пржи на такав начин да је кафа готово бистра. У целом арапском свету, традиција је да домаћин допуњава шољу док се учтиво не сигнализира да је гост завршио.

## Служење
Арапска кафа се обично служи само неколико центилитара одједном. Арапска кафа се служи према формалним правилима за домаћина, посетиоца и конобара. Од конобара се захтева да држи далу дланом десне руке постављеним на врху, док левом руком држи шољу. У складу са правилима понашања гостију, шољу треба примити и вратити конобару десном руком. Предност се даје најстаријем или најзначајнијем госту. Гост га пије и ако жели, гестом даје знак конобару да не сипа више. У супротном, домаћин/конобар наставља да служи још неколико центилитара док гост не покаже да му је доста. Најчешћа пракса је да се попије само једна шоља, јер сервирање кафе служи као церемонијални чин љубазности и гостопримства. Понекад људи пију и веће количине током разговора.

## Навике
Шоље се обично пуне само делимично, а обичај је да се попију три шоље кафе. Арапска кафа има истакнуто место у традиционалним арапским празницима и посебним догађајима као што су Рамазан и Курбан-бајрам.

### Прорицање судбине
Арапско читање кафе (قراءة الفنجان), слично је читању из чајног листа. Од клијента се тражи да попије јаку свежу арапску кафу, остављајући отприлике једну кашичицу течности у шољи. Шоља се затим окреће на тањир како би се преостала течност оцедила и осушила. Читалац затим тумачи шаре које је формирао дебели остатак на унутрашњој страни шоље тражећи симболе и слова.

### Сахране
Арапске сахране окупљају породице и ширу родбину, који пију горку и незаслађену кафу и препричавају живот и карактеристике покојника. Мушкарци и жене се окупљају одвојено, и постало је веома модерно запошљавати веома угледне жене чији је једини посао да служе кафу женама цео дан. Мушки конобари служе мушкарце. Арапски муслимани и хришћани деле ову традицију.

## Нутритивне чињенице
Мала шољица арапске кафе готово да нема калорија ни масти. Дневна конзумација арапске кафе може бити позитивно повезана са гојазношћу. Међутим, то се може објаснити додатком адитива попут млека, а не самом кафом. Конзумирање хране са кафом такође утиче на повећање стопе гојазности.